# Малая Пироговская улица
Ма́лая Пирого́вская у́лица (до 1924 — Малая Царицынская улица)— улица в центре Москвы в Хамовниках между переулком Хользунова и улицей 10-летия Октября. Проходит параллельно Большой Пироговской.

## Происхождение названия
Названа в 1924 году вместе с Большой Пироговской в память о знаменитом хирурге Н. И. Пирогове (1810—1881) — естествоиспытателе и педагоге, основоположнике военно-полевой хирургии. Прежнее название Малая Царицынская улица возникло по двору царицы Е. Ф. Лопухиной, первой жены Петра I.

## Описание

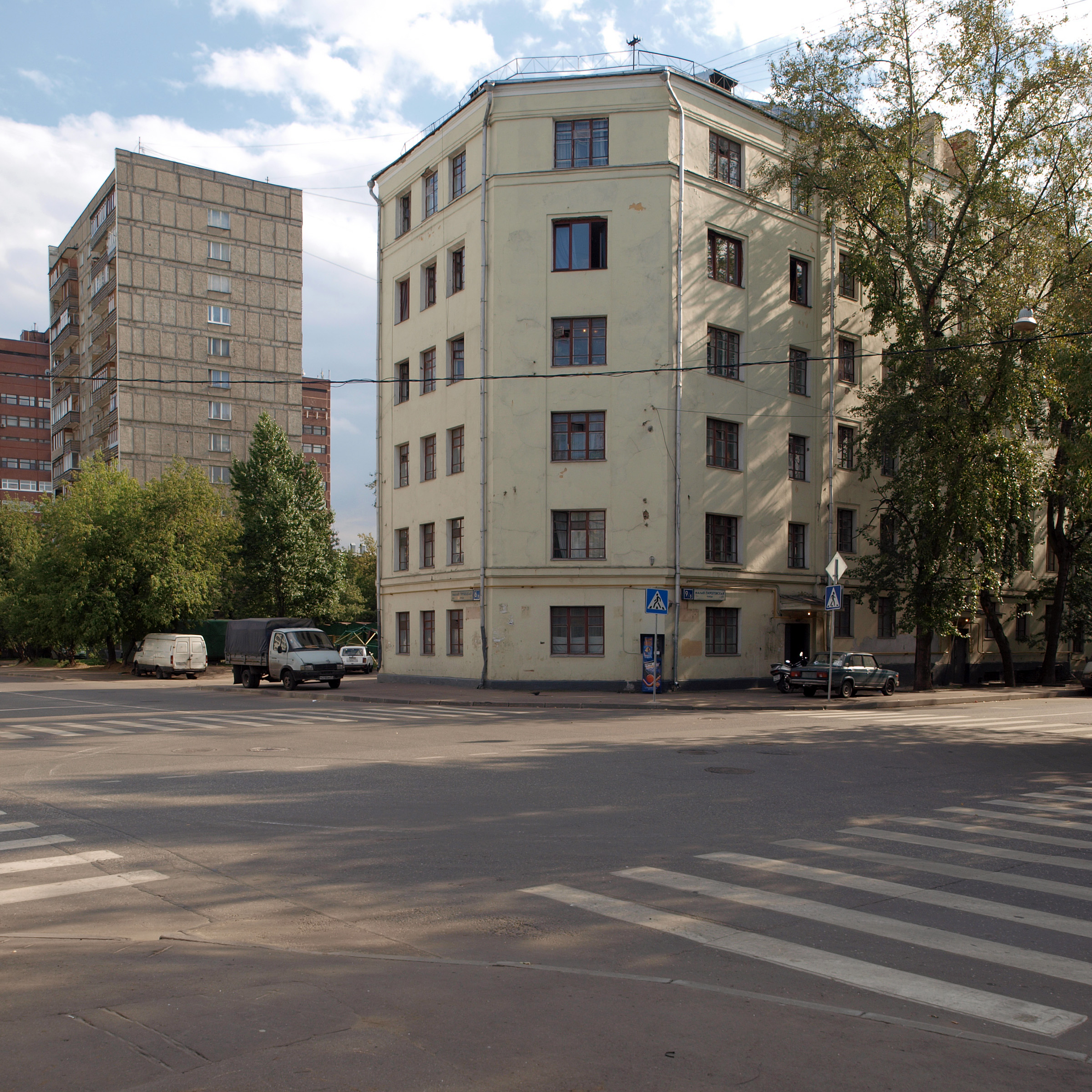
Малая Пироговская, 9/6. Угол с Трубецкой улицей (слева).

Малая Пироговская улица является продолжением улицы Россолимо от переулка Хользунова. Проходит на юго-запад практически параллельно Большой Пироговской. Справа к ней примыкает 1-й Архивный переулок, затем она пересекает Трубецкую улицу, напротив площади Новодевичьего Монастыря слева на неё выходит улица 10-летия Октября, затем Учебный переулок, после чего Малая Пироговская сливается под острым углом с Лужнецким проездом. Дома по улице расположены только до улицы 10-летия Октября.

## Примечательные здания и сооружения
По нечётной стороне

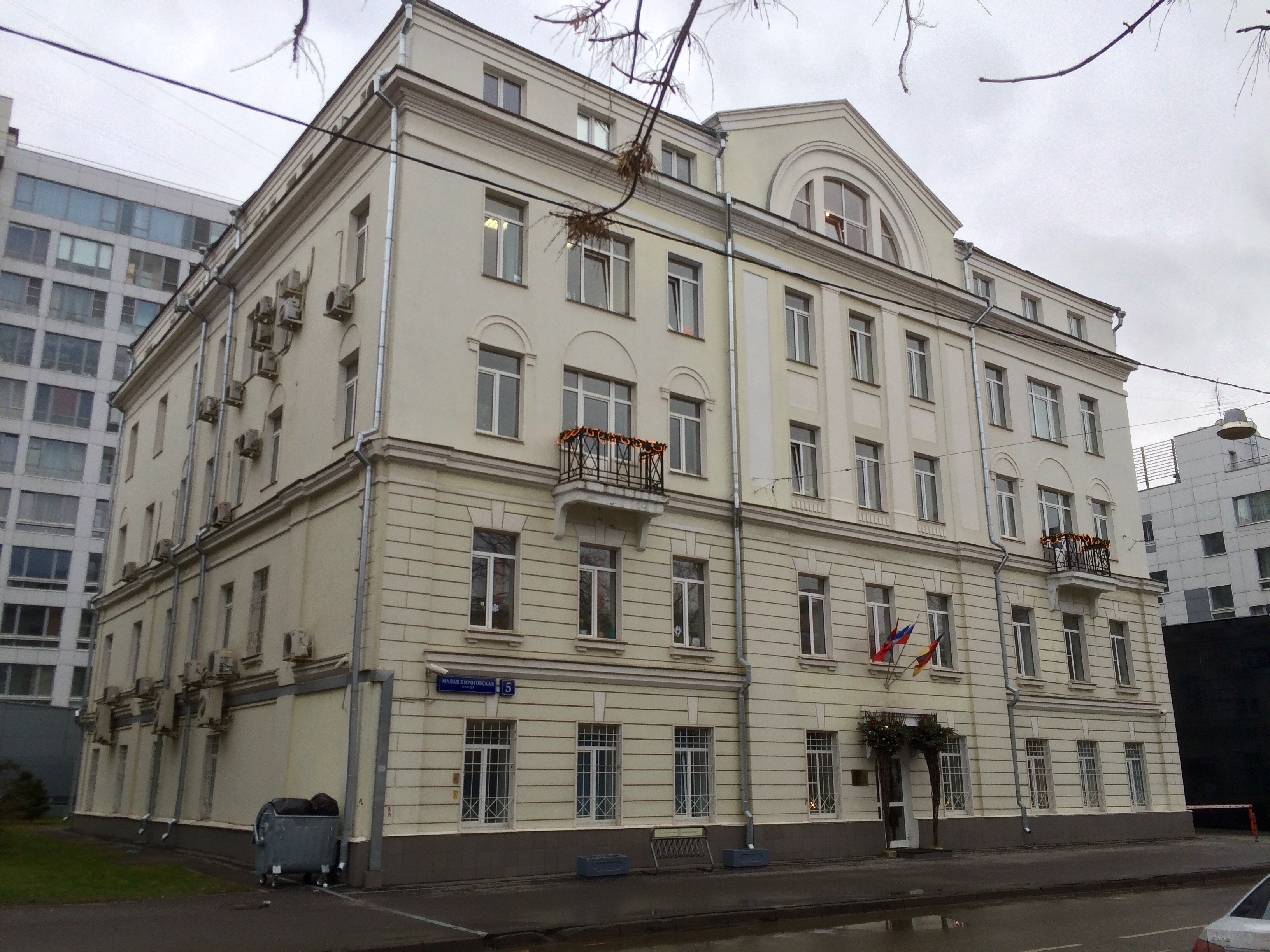
Российско-немецкий дом

- № 1 — здание аудиторного корпуса Московских высших женских курсов (1913, архитекторы С. У. Соловьёв, О. В. Дессин, И. А. Голосов[1][2]), сейчас — главный корпус Московского педагогического государственного университета (МПГУ). Проект здания был удостоен на проведённом в 1914 году Городской управой конкурсе лучших построек II премии и серебряной медали[3].
- № 1, стр. 5 — здание физико-химического корпуса Московских высших женских курсов (1908, архитектор Н. А. Эйхенвальд, совместно с А. Н. Соколовым), в настоящее время — Московский государственный университет тонких химических технологий имени М. В. Ломоносова.
- № 1 А  строение 3 — Аудиторный корпус  Московских Высших Женских Курсов (1912 году, архитектор С.И. Соловьев, перестроено в 1936 году архитектором Н. И. Транквиллицким), c 1918 Медицинский Факультет  2-го Московского Государственного Университета, с 1930 Главный корпус с 1963 Учебный Корпус 2-го Московского Медицинского Института,  где  обучаются студенты Медико-Биологического Факультета (Кафедры Биохимии, Биофизики, Экспериментальной и Теоретической Химии),  в  1981  был организован и с 1984 находился Научно-исследовательский институт физико-химической медицины ныне ФГБУ «Федеральный научно-клинический центр физико-химической медицины ФМБА России» имени академика Ю.М. Лопухина.[4]    Объект культурного наследия регионального значения входит в "Ансамбль Московских Высших Женских Курсов" вместе с анатомическим корпусом и Анатомическим Театром (со стороны переулка Хользунова 7).[5] Перед зданием установлен памятник Н. И. Пирогову (1960, скульптор В. И. Гордон)[6].
- № 3 — офис «Штокман Девелопмент АГ», компании-оператора Штокмановского месторождения.
- № 5 — Российско-немецкий дом в Москве. Здесь жил художник-постановщик И. А. Шпинель[7].
- № 13, строение 1 — Филипповская школа.
- № 16, располагалось представительство Гемини Фильм с 1994 по 2006 года, В комплексе 2005-2020 год также располагалось представительство 20th Century Fox в России и странах СНГ, позже из-за ребрендинга переезжает в Новинском бульваре № 8 The Walt Disney Company в России и странах СНГ. с 2022 года располагается НМГ Кинопрокат.
- № 19 — здание офисов Ростех.

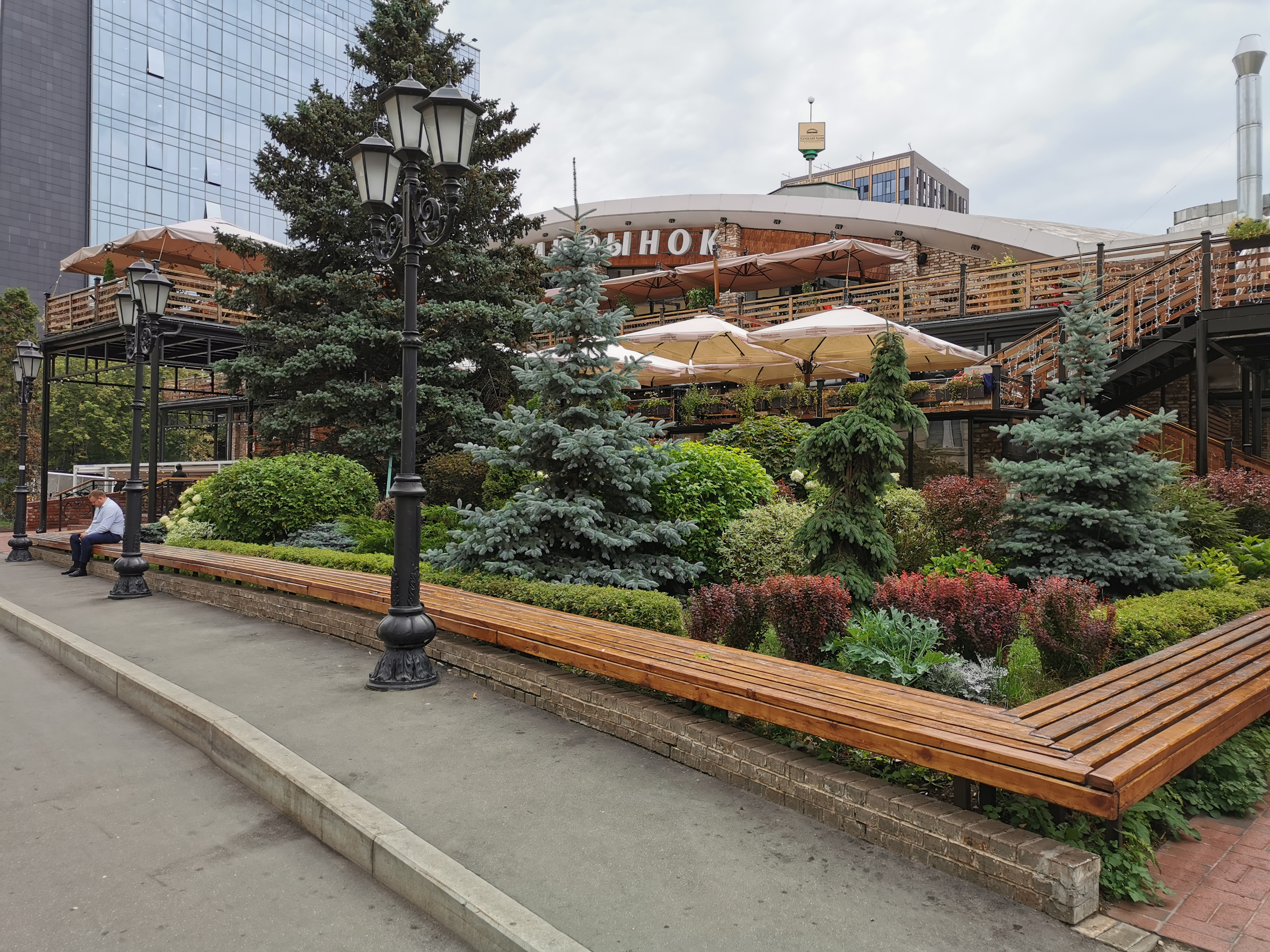
Усачёвский рынок (Хамовники)

- № 29/7 — здание Московских высших женских курсов (1911—1914, архитектор Н. А. Эйхенвальд, совместно с О. В. Дессином), сейчас — Институт физики, технологии и информационных систем МПГУ.

По чётной стороне

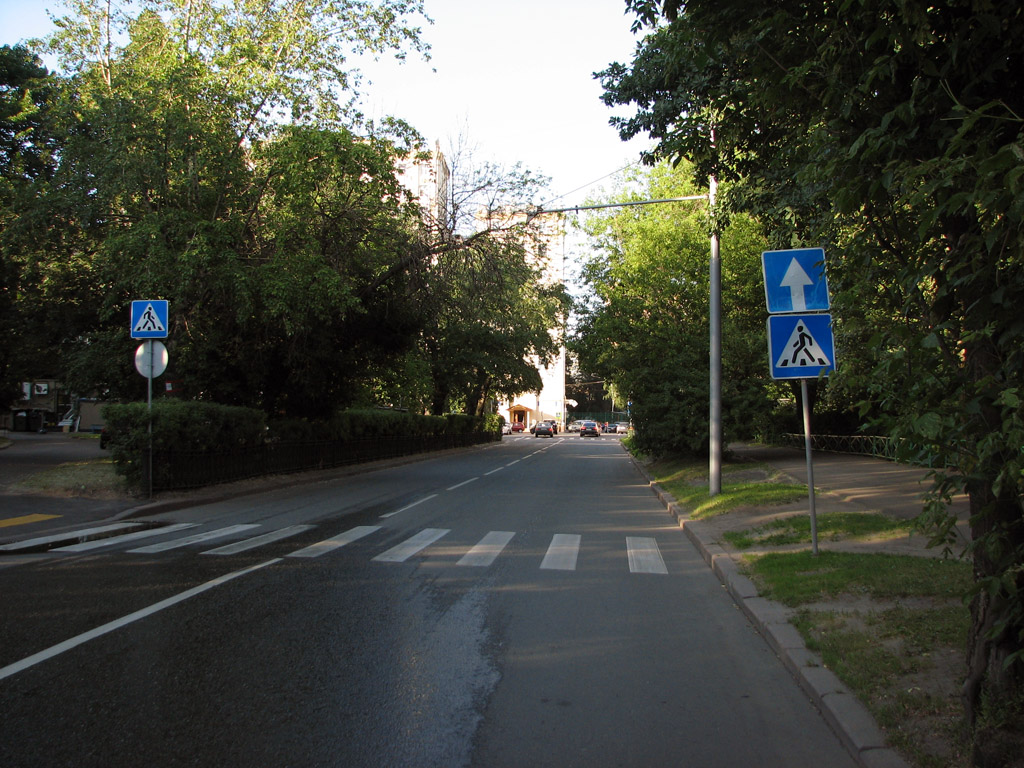
У развилки с Лужнецким проездом — здесь улица заканчивается

В начале улицы по чётной стороне располагается архивный квартал (ГАРФ, РГАЭ и РГАДА), следующий за ним квартал занимает Клиника детских болезней Первого МГМУ имени И. М. Сеченова; оба этих комплекса относятся к Большой Пироговской улице.
- № 6/4 — детский сад «Солнечная страна»; детский центр обучения и воспитания «Солнечный круг»; № 6/4, корп. 2 — салон тайского массажа и спа «Тарай»;
- № 8 — 10 — Фабрика «Электросвет» (1900-е, архитектор Р. И. Клейн)[1], сейчас — Московская шёлкокрутильная фабрика «Моснитки» (закрыта);
- № 10-12 — бывший Казённый винный склад № 3 (1899, архитектор А. И. Рооп), в настоящее время — комплекс зданий «Электролуч»;
- № 16, флигель 2 — Мемориальный дом-музей П. Д. Корина[1]
- № 16, строение 1 — доходный дом (1913, архитектор Г. К. Олтаржевский), в настоящее время — издательство «Амадеус»;
- № 16, строение 5 — дом-мастерская художника Павла Корина, в котором он жил и работал в 1934—1967 годах. Памятник регионального значения.[8] Здание бывшей прачечной соседнего доходного дома было в 1933 году реконструировано под индивидуальный жилой дом, впоследствии переданный в пользование художнику.[9]. По состоянию на 2017 год здание заброшено после незаконных ремонтных работ.[9]

- № 20 — Институт для лечения злокачественных опухолей имени Морозовых при Московском университете (1900—1903, архитектор Р. И. Клейн)[1], сейчас — Ордена Трудового Красного Знамени НИИ медицинской паразитологии и тропической медицины им. Е. И. Марциновского при Первом МГМУ им. И. М. Сеченова.

## Движение транспорта
- Двухстороннее автомобильное движение от переулка Хользунова до Трубецкой улицы
- Одностороннее движение от Трубецкой улицы до улицы 10-летия Октября[10]
- Одностороннее движение от Лужнецкого проезда до улицы 10-летия Октября.